# Kościół prezbiteriański w Greystones
Kościół prezbiteriański w Greystones (ang. Greystones Presbyterian Church) – kościół prezbiteriański zlokalizowany w miejscowości Greystones w Irlandii (aglomeracja dublińska).

## Historia i architektura
Wolnostojący, parterowy, otynkowany kościół wzniesiono w 1887. Ma dach kryty łupkiem. Wschodni szczyt znajduje się od strony Trafalgar Road i ma dużych rozmiarów okno z maswerkiem. Kościół jest cofnięty w stosunku do ulicy i stoi za murem oraz kutą bramą. Obiekt reprezentuje wiktoriański neogotyk.